# 萬寬電腦藝術設計有限公司
萬寬電腦藝術設計有限公司(英語：Menfond Electronic Art & Computer Design Co. Ltd.)於1990年在香港成立，是一所電影特技效果及三维计算机图形("CGI")製作公司。

## 歷史
創辦人黃宏達於1989年從美國華盛頓大學電機工程系畢業後，與主修藝術的胞弟黃宏顯合作開辦。
2014年公司遭入稟清盤。創辦人黄宏达在廣東佛山開辦「佛山市南海区里水万宽电脑艺术设计有限公司」。

## 電腦動畫作品
- 《長江七號》
- 《頭文字D》
- 《不能說的·秘密》
- 《墨攻》、《詭絲》、《怪誕城之夜3D版》、《紫光任務》、《情癲大聖》、《千機變》

## 獎項
包括多屆香港金像獎及台灣金馬獎、內地金雞獎、日本的JIAA大獎及香港數碼娛樂傑出大獎

## 另見條目
- 香港動畫
- 香港電影

## 外部連結
- 官方網站
- 萬寬電腦藝術設計有限公司 （页面存档备份，存于）